# Klinker (steen)

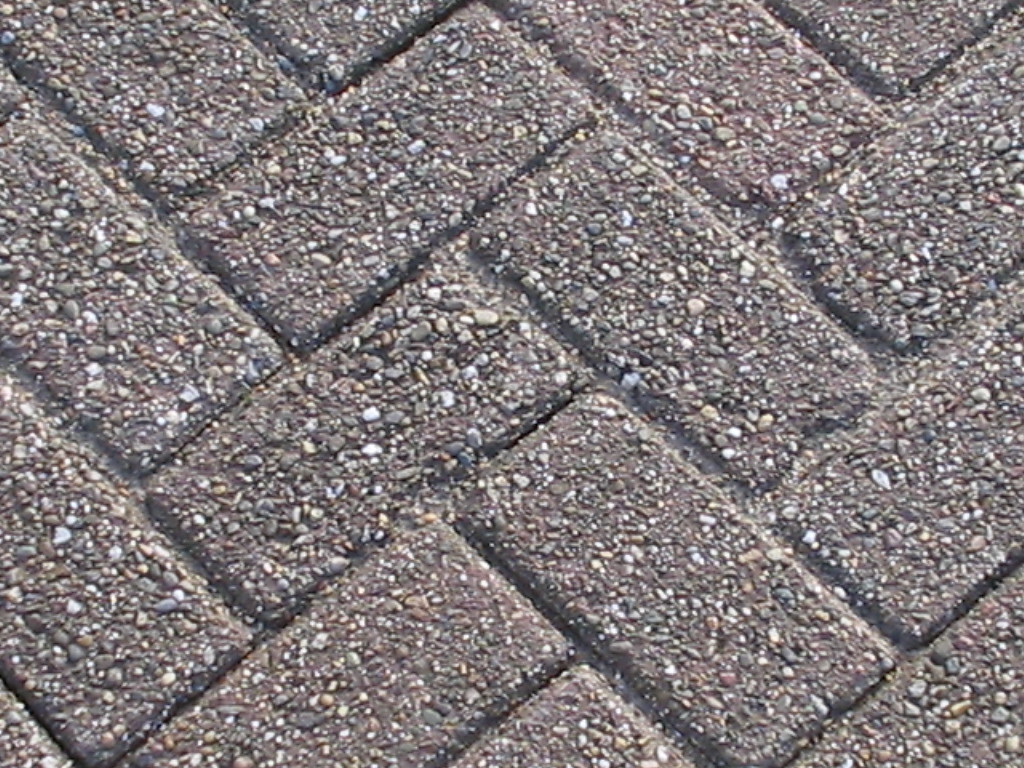
Betonstraatstenen in keperverband

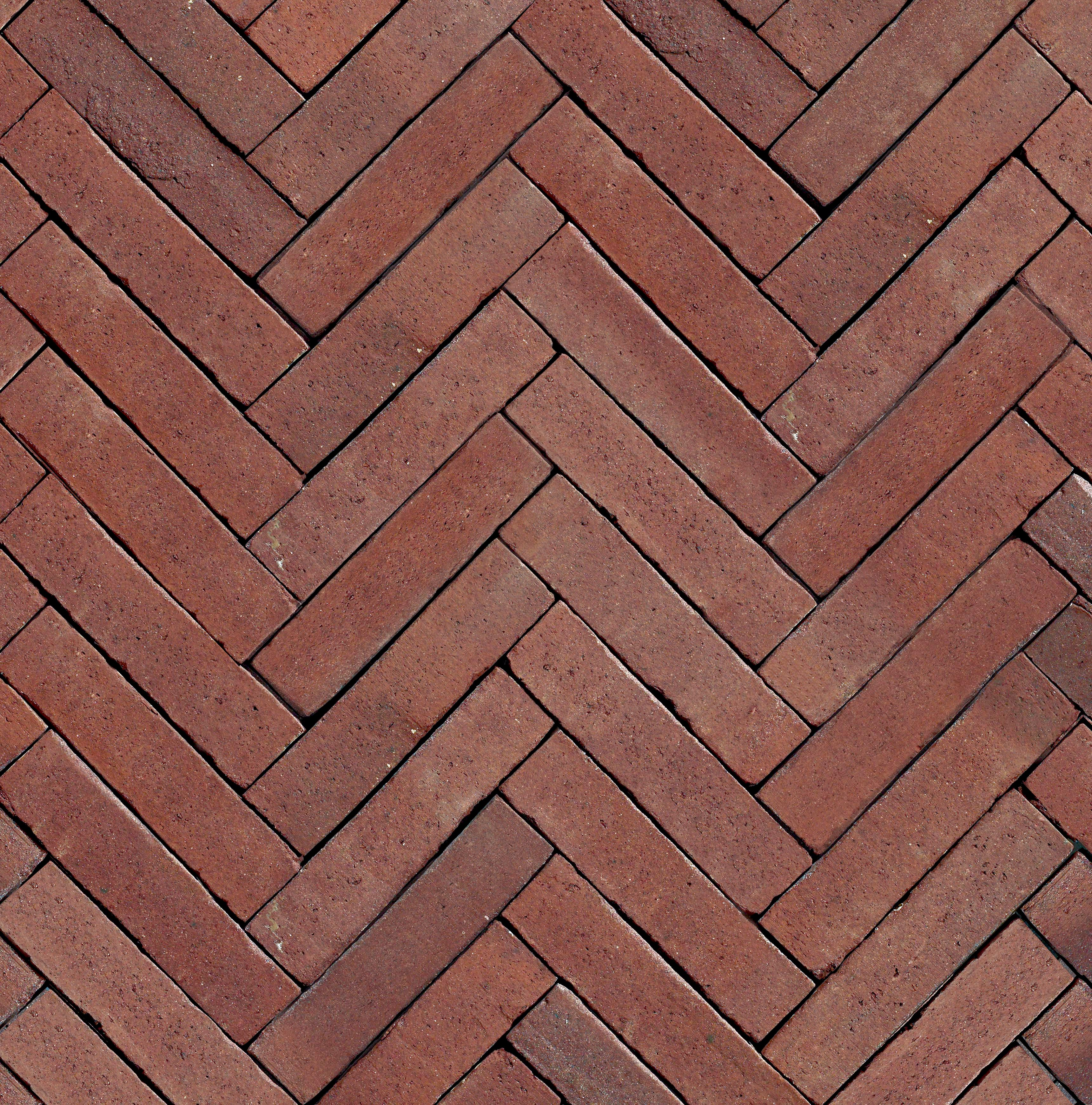
Keramische straatbakstenen in keperverband (Wasserstrich onbezand)

Een klinker, klinkaert, straatklinker of straatsteen is een type dat gebruikt wordt als bestrating in de wegenbouw. De naam klinker slaat van oudsher op bakstenen, die als men ertegenaan tikt "helder klinken". In Nederland worden klinkers straatbaksteen genoemd. Ook betonstraatstenen worden in de praktijk soms (beton)klinkers genoemd. Betonstraatstenen hebben echter een heel andere samenstelling in materiaal en ook een heel ander bereidingsproces, al worden ze op dezelfde manier gebruikt. In vergelijking met stenen die in de huizenbouw worden gebruikt, zijn klinkers harder. Dit wordt bereikt door een langer en heter bakproces in de steenfabriek. Hierbij versmelten de kleideeltjes in een proces dat sinteren wordt genoemd. Een klinker (klinkaert) is een zeer hard gebakken klampsteen. Een klinkaert is bruin tot paarsachtig getint en heeft een hoge druk- en slijtageweerstand. Hij wordt hoofdzakelijk gebruikt voor onderbouwen, waterwerken en vergelijkbare toepassingen. Voor plinten, deurdorpels en bevloeringen wordt hij eveneens aangewend. Men onderscheidt ook hier handvormsteen en met de vormbakpers gevormde steen.

## Geschiedenis
De eerste stap in de richting van de productie van straatbaksteen werd al gezet in de prehistorie. De uit klei gebakken producten werden meer dan 5000 jaar geleden in Mesopotamië, Egypte en de Indusvallei gemaakt. Het betrof aardewerk gebruiksvoorwerpen als kruiken en schalen en de productie van allerlei keramische bouwmaterialen. De productie van stenen als verhardingsmateriaal was nog niet aan de orde.
De Romeinen gingen tijdens hun verblijf in West-Europa door de eeuwenoude techniek van het bakken van onder andere stenen en dakpannen. Na het vertrek van de Romeinen raakte het bakken van stenen in verval.
Pas in het midden van de 12e eeuw beoefende kloosterlingen in Noord-Nederland weer de techniek van het stenen bakken. Deze zogeheten mopstenen, ook wel kloostermoppen genoemd, werden voornamelijk bij de bouw van kloosters en kerken toegepast. De stenen werden nog niet als wegverharding gebruikt.
Voor zover bekend, dateren de eerste gebakken straatstenen van de 15e eeuw. Het was de periode van de bloei van steden als Utrecht en Leiden. De stenen werden gebakken in veldovens. Alleen de hardste klinkers waren geschikt voor het plaveien van wegen, voornamelijk in steden. Meestal werden wegen en paden uit kostenoverweging aangelegd met veldkeien, puin en grind.
In de eeuwen daarna groeide het gebruik van straatbaksteen. Halverwege de 19e eeuw kwam de mechanisatie op gang en ontstonden vaste ovens. Daardoor was het mogelijk meer en betere stenen te produceren. Tussen 1850 en 1950 was straatbaksteen het meest gebruikte verhardingsmateriaal waardoor het Nederlandse straatbeeld zich kenmerkte. Na de Tweede Wereldoorlog wonnen materialen als asfalt en beton(stenen) aan populariteit. De productie van straatbaksteen liep daardoor terug.

## Straatbaksteen

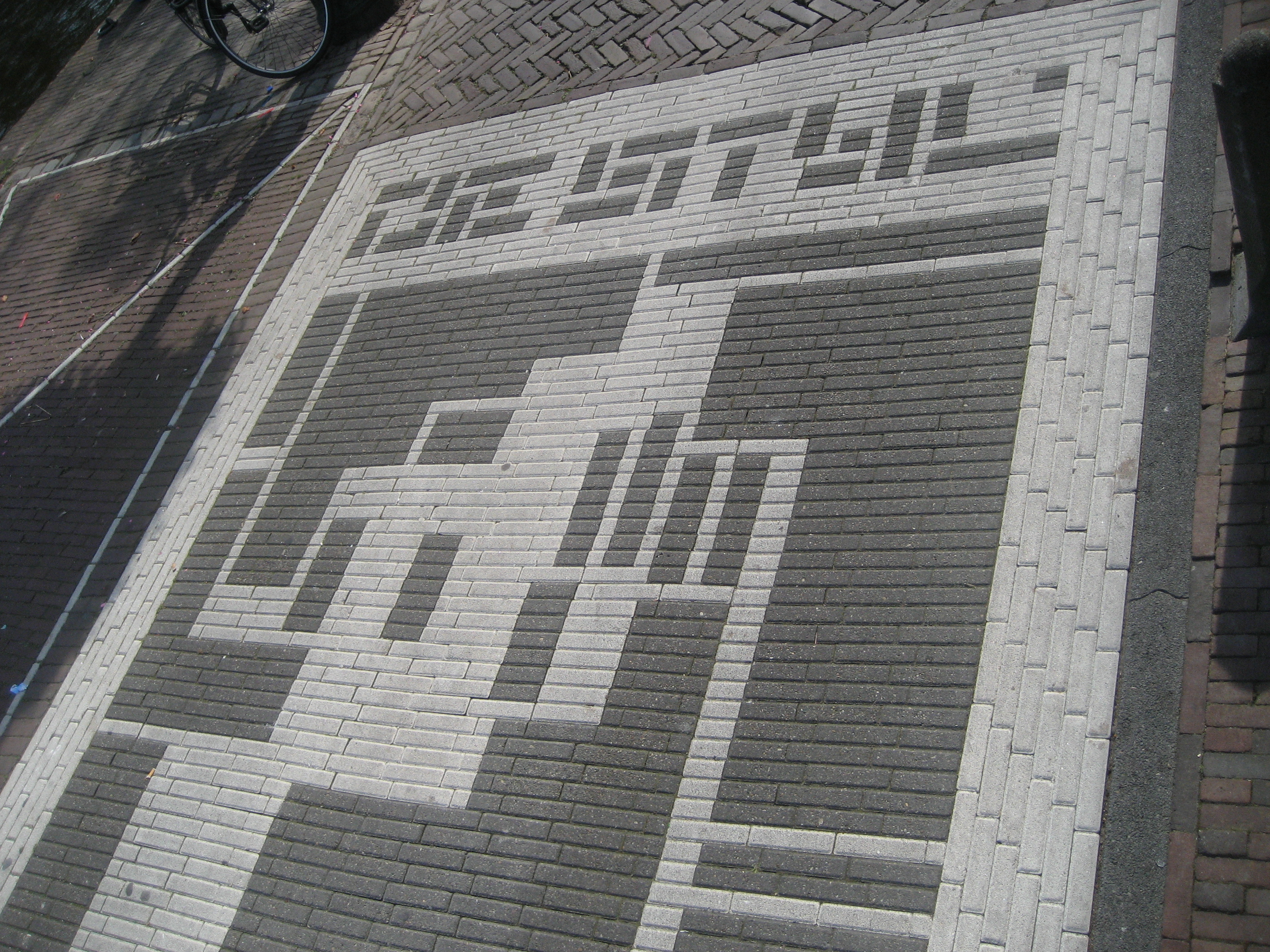
De Stijl in klinkers in Leiden

Straatbaksteen is een gebakken materiaal en wordt als steen toegepast in straatwerken. Het verschil met andere bestratingsmaterialen als beton en natuursteen is dat straatbakstenen gemaakt worden uit klei en een keramisch product zijn. De klei of leem waaruit de kleiklinkers ofwel de straatbakstenen gebakken worden, is op vele plaatsen te vinden: rivierklei, zeeklei, leem ook in de zandige gebieden, en löss. Aldus is de grondstof vaak lokaal voorhanden in grote gebieden van Nederland en België, en ook daarbuiten. Reeds sinds de middeleeuwen komt de straatbaksteen voor.
Straatbakstenen kunnen op verschillende manieren onderscheiden worden. Allereerst is er het onderscheid naar productiemethode. Zodoende kunnen twee steentypen onderscheiden worden: strengpers en vormbak. In Nederland is vormbak het meest voorkomende type vormmethode voor straatbaksteen. Bij de vormbak wordt machinaal iedere steen als vormeling uit de mal gelost. Bij het strengpersen worden de stenen van een lange streng klei in de gewenste hoogte afgesneden. De vormbak kent twee uitvoeringen: onbezand of normaal bezand. In allebei de gevallen kunnen de stenen als nabehandeling getrommeld worden, waardoor een verouderd effect ontstaat. Strengpersstenen zijn veelal glad, maar er kan een andere uitstraling gecreëerd worden door middel van uiteenlopende oppervlaktebehandelingen. Beide typen – strengpers en vormbak – kunnen van vellingkanten worden voorzien; hierdoor zijn de stenen minder gevoelig voor beschadigingen. Ook bij straatbakstenen met afstandhouders blijven beschadigingen aan de stenen beperkt. De officiële technische term klinker is in de Standaard RAW 2005 in Nederland vervangen door straatbaksteen.
Straatbaksteen wordt op grote schaal gebruikt voor het inrichten van openbare ruimtes. Particulieren passen de steen toe voor terrassen, opritten en tuinpaden. De reden waarom straatbaksteen wordt verkozen boven andere materialen, heeft te maken met de producteigenschappen van straatbaksteen: ze is sterk, gaan dus lang mee en zijn gemakkelijk te hergebruiken. Bovendien zijn de stenen in allerlei vorm, kleur en afmeting leverbaar. Een nadeel is de arbeidsintensieve wijze van leggen en herleggen, zij het dat daarvoor bestratingsmachines bestaan.

### Duurzaamheid
Klinkers zijn uiterst duurzaam en kunnen decennia meegaan zonder significant onderhoud. Ze zijn bestand tegen zware belasting en de invloeden van weersomstandigheden zoals vorst en hitte.

### Esthetiek
Klinkerwegen hebben een karakteristieke uitstraling die bijdraagt aan de esthetische waarde van de omgeving. Ze zijn verkrijgbaar in verschillende kleuren en formaten, wat ontwerpers de vrijheid geeft om unieke patronen en designs te creëren.

### Ecologisch
Klinkers zijn een milieuvriendelijke keuze vanwege hun natuurlijke samenstelling en het feit dat ze hergebruikt kunnen worden. Bovendien laat een klinkerweg water door, wat bijdraagt aan een beter stedelijk waterbeheer.

## Formaat
Straatbakstenen zijn er in meerdere formaten, maar in Nederland zijn de drie belangrijkste:
- Waalformaat (210×50 mm - ca. 100 st/m²)
- Dikformaat (210×70 mm - ca. 72 st/m²)
- Keiformaat (200×100 mm - ca. 45 st/m²)

Bij de formaten moet worden opgemerkt dat de exacte maatvoering per fabrikant kan verschillen, maar de verhoudingen zijn per formaat gelijk. Zo is bijvoorbeeld een keiformaat standaard 2:1, een dikformaat 3:1 en een waalformaat 4:1.
Als duurzamer alternatief hebben baksteenfabrikanten het keiformaat 70 ontwikkeld, oftewel een straatsteen van 70 millimeter hoog. Voor de productie van dit formaat is minder rivierklei en energie nodig. Bovendien neemt de steen minder ruimte in bij het vervoer. Deze straatbaksteen scoort goed op de trede Re-use van de R-ladder van straatbaksteen door de lange levensduur en de hoge mate van hergebruik: tot vrijwel 90 procent.

## Verbanden

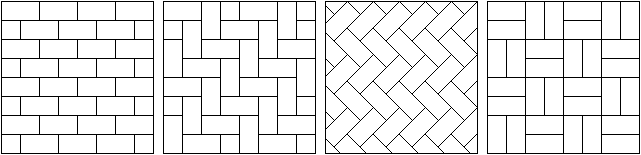
V.l.n.r.: halfsteensverband, elleboogverband, keperverband, blokverband

De verschillende soorten verbanden die in straatwerk toegepast worden hebben twee doeleinden: het aanzicht van het straatwerk en – als tweede – de samenhang van de bestrating, die zo stabiel en duurzaam mogelijk moet zijn voor de verkeersfunctie. Ieder verband heeft een hoofdpatroon, met daarnaast oplossingen voor de beëindigingen bij de kantopsluiting, ontmoetingen van wegvakken en aansluitingen in bochten. In deze verschillende samenstellingen kunnen een aantal traditionele verbanden onderscheiden worden: halfsteensverband, keperverband, elleboogverband, diagonaalverband, blokverband en zigzagverband. Naast deze functionele toepassingen worden steeds vaker ook sierverbanden toegepast in combinaties van allerlei steenformaten en materialen.
De voornaamste verbanden waarin klinkers worden gestraat zijn:
- Halfsteensverband: in een halfsteensverband verspringen de stenen per rij steeds een halve steen en staan de lagen haaks op de rijrichting en kantopsluiting. Het is een verband dat snel gelegd kan worden. Ook is het halfsteensverband minder gevoelig voor maatafwijkingen. Wel is het halfsteensverband gevoeliger voor ‘kruipen’ in de rijrichting, waardoor de stenen bij wijze van spreken wat kantelen en het wegdek gaat golven. Het mooist zijn aansluitingen aan weerszijden met om en om halve stenen. Tegen de kantopsluiting wordt eerst een kantlaag gelegd in de lengterichting. De zijde waar gestart wordt heet opzet. De andere zijde is de sluiting; hier mogen passtenen niet kleiner dan een halve steen worden gebruikt (wel: de zogenaamde ‘drieklezoren’, al of niet in combinatie met halve stenen). De passtukken mogen niet met de gehakte kant aan de buitenzijde liggen, tegen de kantlaag of goot.
- Keperverband: bij het keperverband staan de stenen om en om een kwartslag ten opzichte van elkaar, maar liggen de stenen 45° ten opzichte van de as van de weg. Hierbij worden de stenen dus als een visgraat gelegd. De V vorm is altijd haaks op de rijrichting. Dit is het meest gebruikte verband. Het grote pluspunt van het keperverband is de goede stabiliteit, maar er dient wel sprake te zijn van een goede maatvastheid van de stenen. Aangezien het gaat om de niet-haakse aansluiting is schuin hakwerk nodig. Om knipverlies te verminderen worden bij betonstenen tegen de kanten bisschopsmutsen toegepast. Bij toepassing van keperstenen wordt hetzelfde effect bereikt, maar ligt de V-vorm 90 graden gedraaid ten opzichte van bisschopsmutsen. Voordeel van keperstenen ten opzichte van bisschopsmutsen is het straten in bochten. Een bisschopsmuts kan namelijk veel moeilijker in bochten worden toegepast. Kleinere dan halve stenen mogen niet gebruikt worden.
- Elleboogverband: het elleboogverband is een variant op het keperverband. Het patroon is identiek, maar de richting volgt die van de straat. De stabiliteit is op zichzelf goed, maar door de langsvoegen in de rijrichting is dit verband niet erg geschikt voor druk bereden wegen. Het elleboogverband wordt vooral toegepast voor de aanleg van parkeerstroken, inritten van tuinen, toegangswegen naar parkeerterreinen en in sierbestrating. De stenen moeten maatvast zijn. Een voordeel ten opzichte van het keperverband is dat het hakwerk bij het elleboogverband gemakkelijker is.
- Blokverband: het blokverband bestaat uit vierkanten die door de stenen worden gevormd in aantal afhankelijk van het formaat: in waalformaat vier, dikformaat drie en keiformaat twee stuks. De blokken kunnen recht of diagonaal worden gelegd, maar ook verspringend. In een rechte weg kan zonder hakwerk worden gewerkt, waardoor dit verband zich perfect leent voor tijdelijk straatwerk zoals bouwstraten. Regelmatig worden tijdelijke straten uitgevoerd met de stenen ondersteboven. De bovenkant, de zichtkant, blijft dan schoon in het funderingszand en voor de definitieve verharding worden de stenen hergebruikt, nu met de schone zichtkant naar boven.
- Diagonaalverband: het diagonaalverband is een halfsteens verband dat 45° ten opzichte van de rijrichting wordt gelegd. Het is minder gevoelig voor kruipen van de straatlaag, maar wel is dit verband bewerkelijker in de uitvoering, omdat de aansluitingen schuin hak- of knipwerk vereisen.
- Zigzagverband: het zigzagverband is een variant op het diagonaalverband. Hierbij wordt de richting van de lagen afgewisseld per rijbaan. De ontmoeting van de haaks aansluitende straatvakken kan in verband worden gelegd of met een tussenlaag (net als de kantlaag). Het voordeel van het werken met een tussenlaag is dat hiermee gemarkeerd kan worden, bijvoorbeeld door gebruik van een kleur die afwijkt.
- Sierverbanden: door de verschuiving in de toepassingen van straatwerk naar meer nadruk op esthetische kwaliteiten, staan verscheidende sierverbanden in de belangstelling. Dit kunnen varianten zijn op de standaardvarianten, bijvoorbeeld dubbel halfsteens, dubbel keperverband etc. Maar er zijn talloze andere variaties mogelijk, al dan niet in combinatie met het gebruik van andere materialen, zoals het vlechtverband, waaierverband, molenwiek, klezoorverband, parketverband en koppenverband.

## Wijze van bestraten
- Onder de hamer; van oudsher worden klinkers met een straathamer in het zandbed onder profiel vastgetikt, waarna deze tegenwoordig worden aangetrild met een trilplaat. Dit is het meest arbeidsintensieve, en geeft bij speciale vormen of materialen wel het beste resultaat. Wetenschappelijk onderzoek toont aan dat de constructieve kwaliteit bij regulier straatwerk niet verschilt.[5]
- Vlijen ofwel afreien; eerst wordt het zandbed handmatig of mechanisch onder profiel gemaakt met een rei waarna de klinkers worden geplaatst, zodanig dat zijdelings bewegen niet mogelijk is (oplevereis). Daarna volgt aantrillen met een trilplaat. Deze wijze wordt het meest toegepast.
- Machinaal straten; door middel van een speciale machine die een laag stenen van ongeveer een vierkante meter (van tevoren in verband gebracht pakket) oppakt en weglegt. Deze wijze is zeer rendabel voor grote oppervlakten, maar ook voor bijvoorbeeld stoepjes van 1,50 m breed. Er is een uitgebreid aanbod in bestratingsmachines. Sinds 2010 is het uitgangspunt in Nederland volgens de Arbonormen dat daar waar mechanisch aanbrengen van bestrating mogelijk is dit ook wordt gedaan.[6]

## Aansluitingen
Vooral bij een niet haakse ontmoeting van twee straten moet zorg worden besteed aan de aansluiting van verbanden. Bij invlechting van de verbanden is het de beste manier om deze op een zo smal mogelijk dwarsprofiel te maken, dus iets verder dan de aansluiting en niet in de lijn van kantopsluiting. Ook bochten vragen speciale aandacht en daar moeten de vuistregels in acht worden genomen. Het keperverband kan vanuit de beide richtingen in het midden met vlechtwerk worden aangesloten. Het halfsteens verband wordt tot halverwege de bocht doorgezet en daar worden de stenen twee om twee of de lagen om en om in elkaar vervlochten.
Als algemene regel voor goed straatwerk luidt dat er geen kleinere steen dan een halve wordt gebruikt, dus bij voorkeur geen klezoren. Daarmee wordt het risico van mindere stabiliteit verkleind.

## Arbovoorschriften (Nederland)

### Situatie tot 2010
In de beleidsregel ‘Tillen op Bouwplaatsen’ van de Nederlandse Arbeidsinspectie staat geformuleerd dat het verplicht is om machinaal te bestraten bij nieuw, aaneengesloten straatwerk met een oppervlakte van minstens 1500 m². Dit om de fysieke belasting van stratenmakers te verlichten. Machinaal bestraten is in bepaalde situaties moeilijk toe te passen. Vanwege veranderingen in de maatvastheid van de straatbaksteen lukt het vaak niet om mogelijkheden te creëren tot verantwoord machinaal bestraten. Normaal gesproken geldt dat handmatig tillen zoveel als mogelijk vermeden of beperkt wordt. Dit betekent dat straatstenen zwaarder dan 4 kilo of tegels zwaarder dan 9,5 kilo, daar waar mogelijk, machinaal of mechanisch verwerkt worden. De werkwijze die gehanteerd wordt is onder meer afhankelijk van het type straatwerk en het oppervlak van het straatwerk.

### Situatie vanaf 2010
De grens van 1500 m² is in januari 2010 losgelaten. Bij ieder werk dient mechanisch straatwerk als uitgangspunt genomen te worden. Dit betekent niet dat mechanisch straten in alle gevallen mogelijk is. Er blijven situaties waarmee handmatig straten noodzakelijk blijft, bijvoorbeeld door beperkingen in de beschikbare ruimte, eventuele taluds, verband en materiaal om mechanisch te kunnen straten.. In een arbocatalogus beschrijven werkgevers en werknemers hoe te voldoen aan doelvoorschriften van de overheid voor veilig en gezond werken. Dit houdt in dat de arbeidsinspectie de publicatie zal hanteren bij het handhaven van arbeidsomstandigheden bij straatwerk. De normen voor het tillen blijven in de arbocatalogus-bestratingen van kracht en er zijn tevens eisen opgenomen voor het afrijen (vlak maken) van de aardebaan. Vanaf 40 strekkende meter en een breedte vanaf 2,50 meter moet dit ook mechanisch worden uitgevoerd.

## Milieu
De gebakken straatbaksteen wordt gemaakt van natuurlijk materiaal. De grondstof is klei, die veelal afkomstig is van de sedimentatie van rivieren. Door afgraving op de juiste plaatsen kunnen die hun natuurlijke, meanderende loop behouden. Afgraving van klei wordt op veel plaatsen gevolgd door ontwikkeling van nieuwe natuur. Klei is geen eindige grondstof. Jaarlijks wordt er minstens evenveel sediment afgezet als de Nederlandse (straat)baksteenindustrie wint voor de productie van straatbakstenen en bakstenen. De afgraving van klei brengt nog een ander voordeel met zich mee: ze levert een bijdrage aan een betere hoogwaterbeheersing. Door kleiwinning wordt de winterbedding van een rivier verdiept, waardoor die een hogere opname- en afvoercapaciteit krijgt. Anno 2010 vindt kleiwinning vrijwel altijd plaats in projecten waarin de doelstellingen winning, natuurontwikkeling en hoogwaterbeheersing gecombineerd worden.

## Geluidhinder

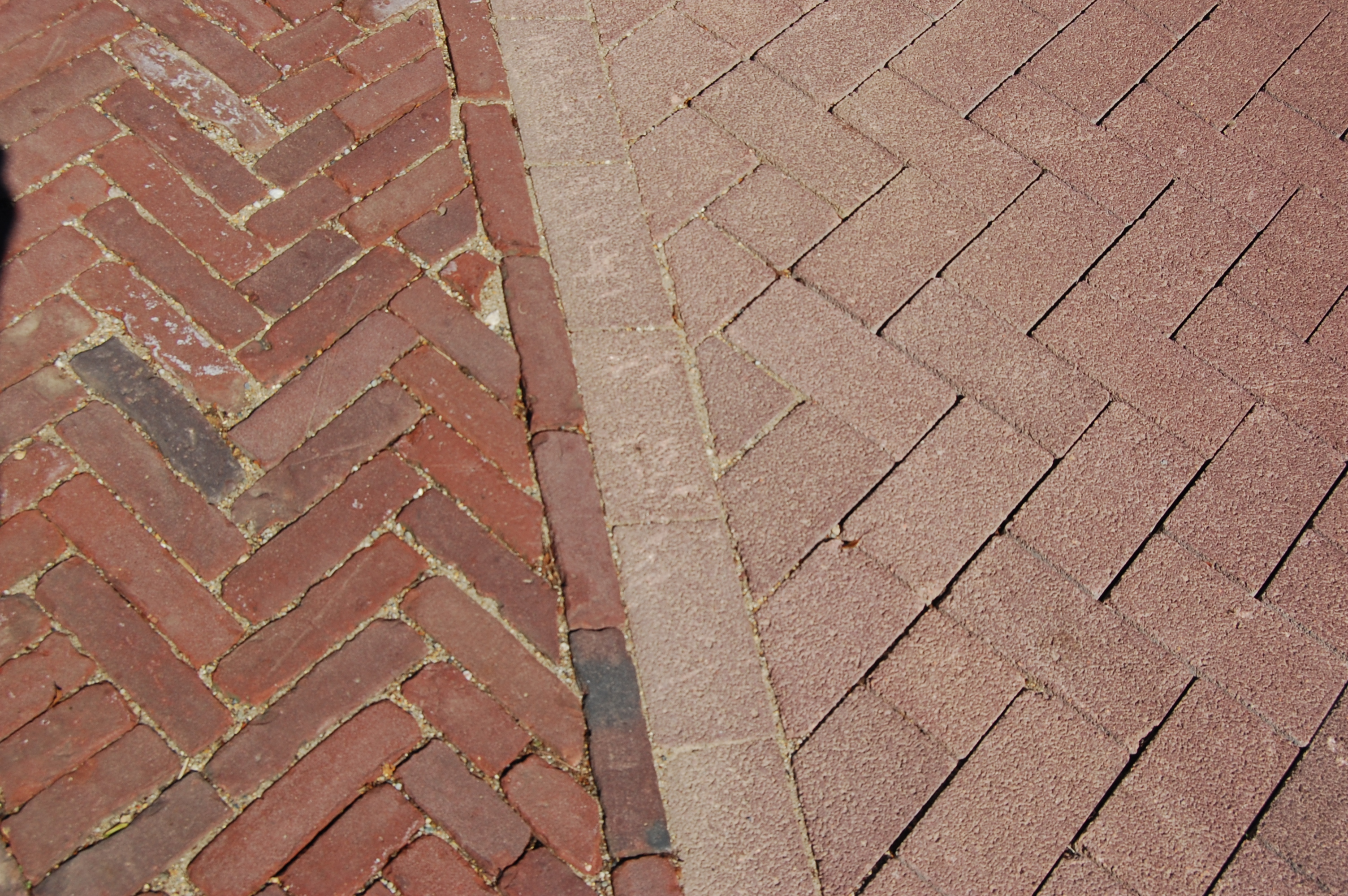
Rechts: geluidsabsorberende klinkers
Links: conventionele klinkers.
Beide zijn enkele maanden voor deze foto aangelegd bij renovatie van het wegdek.

Klinkers, zeker als ze wat langer geleden zijn aangebracht, maken in het algemeen meer lawaai als er met auto's overheen gereden wordt dan bijvoorbeeld asfaltbeton. Er bestaan varianten die minder geluid maken.